# Челидзе, Георгий Александрович
Георгий Александрович Челидзе (груз. გიორგი ალექსანდრეს ძე ჭელიძე; 24 октября 1922, Тифлис, Грузинская ССР, ныне Тбилиси, Грузия — 2 декабря 1990) — грузинский кинооператор. Заслуженный деятель искусств Грузинской ССР (1966).

## Биография
В 1948 году окончил ВГИК. Работал на Одесской киностудии и на киностудии «Грузия-фильм».

Отлично, любовно снимает Кавказ оператор Георгий Челидзе. Можно только пожелать ему больше смелости, поэзии, свежести.— из рецензии на фильм «Хевсурская баллада», журнал «Советский экран», 1967 года

## Фильмография

### Оператор
- 1956 — Наш двор
- 1957 — Последний из Сабудара
- 1959 — Майя из Цхнети
- 1959 — На пороге жизни
- 1961 — Клад
- 1963 — Генерал и маргаритки
- 1964 — Дети моря
- 1965 — Хевсурская баллада
- 1967 — Сложная биография (к/м, «Фитиль» № 56)
- 1967 — Аттракцион (к/м, «Фитиль» № 57)
- 1968 — Распятый остров
- 1970 — Десница великого мастера
- 1972 — Когда зацвёл миндаль
- 1973 — Горький урок
- 1975 — Не верь, что меня больше нет
- 1975 — Первая ласточка
- 1976 — Настоящий тбилисец и другие
- 1977 — Федя (киноальманах «Цена жизни»)
- 1979 — Имеретинские эскизы
- 1981 — Старый машинист (к/м)
- 1983 — В холодильнике кто-то сидел
- 1985 — Господа авантюристы
- 1987 — Пляжный разбойник

## Награды
- 1966 — Заслуженный деятель искусств Грузинской ССР